# بايارد تايلور هورتون
بايارد تايلور هورتون (بالإنجليزية: Bayard Taylor Horton)‏ هو طبيب وعالم أمريكي، ولد في 6 ديسمبر 1895 في غيت سيتي في الولايات المتحدة، وتوفي في 6 يوليو 1980 في روشستر في الولايات المتحدة.